# Hậu Thạnh Tây
Hậu Thạnh Tây là một xã thuộc huyện Tân Thạnh, tỉnh Long An, Việt Nam.
Xã Hậu Thạnh Tây có diện tích 42,5 km², dân số năm 1999 là 5355 người, mật độ dân số đạt 126 người/km².